# Mathías Cardacio
Mathías Cardacio (Montevideo, 2 oktober 1987) is een Uruguayaans voetballer.
Met Uruguay speelde de hij het wereldkampioenschap voor onder de 20. Cardacio speelde een jaar voor Club Nacional de Football. Daarna tekende hij een contract bij AC Milan voor 4 seizoenen. Hij werd beschreven als een talentvolle voetballer. AS Roma had ook een oogje op deze speler maar hij speelde nooit voor Roma. Cardacio maakte zijn debuut voor AC Milan tegen SS Lazio op 3 december 2008. Deze wedstrijd werd met 2-1 verloren.